# Jewgienij Kisin
Jewgienij Igoriewicz Kisin, ros. Евге́ний И́горевич Ки́син, ang. Evgeny Igorevitch Kissin (ur. 10 października 1971 w Moskwie) – rosyjski, brytyjski i izraelski pianista.

## Życiorys
Jewgienij Kisin urodził się w żydowskiej rodzinie Igora Otmana (1934—2012) i Emilii Kisin (ur. 1937). Matka była nauczycielem akademickim gry na fortepianie i zaczęła zapoznawać małego Jewgenija z instrumentem, gdy miał niewiele ponad dwa lata. Mając 6 lat rozpoczął naukę u Anny Pawłownej Kantor w Specjalnej Szkole Muzycznej im. Gnesinych w Moskwie.  Z pierwszym recitalem solowym wystąpił w wieku 11 lat, a międzynarodową uwagę zwrócił na siebie w marcu 1984 roku, w wieku 12 lat, po tym jak wystąpił z dwoma koncertami Chopina w Wielkiej Sali Moskiewskiego Konserwatorium z Moskiewską Państwową Orkiestrą Filharmoniczną pod batutą Dmitrija Kitajenki.
Pierwsze występy poza granicami Związku Radzieckiego Jewgienij Kisin dał w roku 1985 – pojawił się w Berlinie i na Węgrzech. W październiku 1985 roku odbył pierwsze tournée po Japonii, do której powraca regularnie. Artysta zadebiutował w Europie Zachodniej w 1987 roku na Festiwalu w Berlinie. Jesienią 1990 roku wystąpił w USA, gdzie w ciągu 10 dni zagrał m.in. dwa koncerty fortepianowe Chopina z Filharmonią Nowojorską pod dyrekcją Zubina Mehty oraz wystąpił z recitalem w Carnegie Hall z okazji stulecia tej prestiżowej sali. Debiut w Carnegie Hall zarejestrowało na żywo RCA Victor, a nagranie zostało nominowane do nagrody Grammy. Od tamtego czasu Jewgienij Kisin koncertował z zespołami, takimi jak Filharmonia Wiedeńska, Amsterdamska Concergebouw, Orkiestra Bawarskiego Radia, Filharmonia Londyńska, Filharmonia Izraelska, Orkiestra Metropolitan Opera, a także z orkiestrami symfonicznymi z Londynu, Chicago, Cleveland, Bostonu, Filadelfii z dyrygentami jak: Władimir Aszkenazi, Daniel Barenboim, Christoph von Dohnányi, Walerij Giergijew, Carlo Maria Giulini, James Levine, Lorin Maazel, Riccardo Muti, Seiji Ozawa, Mstisław Rostropowicz, Georg Solti, Władimir Spiwakow, Jewgienij Swietłanow i Jurij Tiemirkanow.
Jego zarejestrowane przez stacje telewizyjne występy to m.in. I Koncert fortepianowy Czajkowskiego z Orkiestrą Filharmonii w Berlinie w dniu 31 grudnia 1988 roku pod Herbertem von Karajanem i fantazja Beethovena z Orkiestrą Filharmonii w Berlinie pod Claudio Abbado w dniu 31 grudnia 1991 r. Szacuje się, że jego występ na żywo w dniu 25 lutego 1992 roku z okazji przyznania nagród Grammy obejrzało na świecie 1,8 miliarda widzów w 87 krajach. 10 sierpnia 1997 roku artysta wystąpił z pierwszym recitalem solowym w 103-letniej historii Festiwalu Proms w Royal Albert Hall w Londynie. Większa część tego występu (łącznie z siedmioma bisami) znalazła się w filmie dokumentalnym w reżyserii Christophera Nupena pt. Jewgienij Kisin: Dar muzyki. Jewgienij Kisin nagrywa regularnie dla BMG Classics, Sony Classical i Deutsche Grammophon.
W grudniu 2013 roku przyjął obywatelstwo izraelskie. Dokumenty otrzymał z rąk Natana Szaranskiego, szefa Agencji Żydowskiej, oraz Sofy Landwer, izraelskiej minister ds. przyjmowania imigrantów.

## Nagrody
- nagroda wytwórni Holland’s Edison Klassiek (1990)
- tytuł Muzyka Roku 1991 nadany przez Akademię Chigina w Sienie (1991)
- gość specjalny rozdania nagród Grammy (1992)
- instrumentalista roku 1995 wg magazynu „Musical America” (1995)
- nagroda za wybitny wkład w kulturę Rosyjską (1997)
- honorowy doktorat Manhattan School of Music (2001)
- honorowy członek Royal Academy of Music (2005)
- Nagroda Herberta von Karajana, Baden-Baden, Niemcy (2005)
- nagroda Grammy dla najlepszego solowego instrumentalisty (bez orkiestry) (2006)
- Nagroda Artura Benedettiego Michelangelego, Brescia, Włochy (2007)